# Coupe de la CEMAC 2003
Navigation
Édition précédente Édition suivante
La Coupe de la CEMAC 2003 est la huitième édition de cette compétition d'Afrique centrale. Organisée en République du Congo (tous les matchs se déroulent à Brazzaville du 5 au 13 décembre 2003), elle est remportée par le Cameroun.

## Phase de groupes
Le Tchad, qui était la troisième équipe du groupe A, et la Guinée équatoriale, du groupe B, déclarent forfait. La phase de groupes n'a donc comme seul but que de déterminer les rencontres des demi-finales, les deux premiers de chaque groupe étant qualifiés.

### Groupe A
| Rang | Équipe              | Pts | J | G | N | P | Bp | Bc | Diff |  | Résultats (▼ dom., ► ext.) |     |     |
| ---- | ------------------- | --- | - | - | - | - | -- | -- | ---- |  | -------------------------- | --- | --- |
| 1    | République du Congo | 4   | 2 | 1 | 1 | 0 | 4  | 3  | +1   |  | République du Congo        |     | 3-2 |
| 2    | Gabon               | 1   | 2 | 0 | 1 | 1 | 3  | 4  | -1   |  | Gabon                      | 1-1 |     |

### Groupe B
| Rang | Équipe                    | Pts | J | G | N | P | Bp | Bc | Diff |  | Résultats (▼ dom., ► ext.) |     |     |
| ---- | ------------------------- | --- | - | - | - | - | -- | -- | ---- |  | -------------------------- | --- | --- |
| 1    | Cameroun                  | 4   | 2 | 1 | 1 | 0 | 3  | 2  | +1   |  | Cameroun                   |     | 2-2 |
| 2    | République centrafricaine | 1   | 2 | 0 | 1 | 1 | 2  | 3  | -1   |  | République centrafricaine  | 0-1 |     |

## Phase finale
|  | Demi-finales              | Demi-finales     |                           |   | Finale           | Finale           |
|  | Demi-finales              | Demi-finales     |                           |   | Finale           | Finale           |
|  |                           |                  |                           |   |                  |                  |
|  | 11 décembre 2003          | 11 décembre 2003 |                           |   | 13 décembre 2003 | 13 décembre 2003 |
|  | 11 décembre 2003          | 11 décembre 2003 |                           |   | 13 décembre 2003 | 13 décembre 2003 |
|  | République centrafricaine | 2                |                           |   | 13 décembre 2003 | 13 décembre 2003 |
|  | République centrafricaine | 2                |                           |   | 13 décembre 2003 | 13 décembre 2003 |
|  | Gabon                     | 0                |                           |   | 13 décembre 2003 | 13 décembre 2003 |
|  | Gabon                     | 0                | République centrafricaine | 2 |                  |                  |
|  | 11 décembre 2003          |                  | République centrafricaine | 2 |                  |                  |
|  |                           | Cameroun         | 3                         |   |                  |                  |
|  | République du Congo       | Cameroun         | 3                         | 0 |                  |                  |
|  | République du Congo       |                  |                           | 0 |                  |                  |
|  | Cameroun                  | 2                |                           |   |                  |                  |
|  | Cameroun                  | 2                | Match pour la 3e place    |   |                  |                  |
|  |                           |                  |                           |   |                  |                  |
|  | 13 décembre 2003          |                  |                           |   |                  |                  |
|  |                           |                  |                           |   |                  |                  |
|  | Gabon                     | 0                |                           |   |                  |                  |
|  | Gabon                     | 0                |                           |   |                  |                  |
|  | République du Congo       | 1                |                           |   |                  |                  |
|  | République du Congo       | 1                |                           |   |                  |                  |

| Vainqueur de la Coupe de la CEMAC 2003 : Cameroun Cinquième titre |